# Protea acaulos
Protea acaulos là một loài thực vật có hoa trong họ Quắn hoa. Loài này được Reich. miêu tả khoa học đầu tiên.